# Willow Creek (película)
Willow Creek es una película de terror independiente de metraje encontrado de 2013 escrita y dirigida por Bobcat Goldthwait. Está protagonizada por Alexie Gilmore y Bryce Johnson como una pareja que se adentra en los bosques de Willow Creek, California, en busca de material para su documental sobre la historia de Pie Grande.

## Argumento
Ubicado en el condado de Humboldt, California, Jim (Bryce Johnson), un firme creyente en Pie Grande, y su novia Kelly (Alexie Gilmore), que no está segura de si Pie Grande realmente existe, viajan al Bosque Nacional Six Rivers en el norte de California. donde Jim planea filmar su propio metraje de Bigfoot en el sitio de la película Patterson-Gimlin.
Los dos se detienen primero en Willow Creek , la capital mundial de Pie Grande, donde Jim entrevista a varios lugareños sobre Bigfoot. En un restaurante, notan a una mujer desaparecida en un cartel en la pared. Mientras se dirigían al bosque en busca del lugar de rodaje de Patterson-Gimlin, se encuentran con un hombre agresivo que les dice enojado que se vayan, pero Jim y Kelly lo ignoran. Establecieron un campamento en medio del bosque, pero después de regresar de nadar, lo encontraron destrozado y algunas de sus pertenencias personales colgadas en lo alto de un árbol. Esa noche, Jim le propone matrimonio a Kelly, pero al sentir que es demasiado pronto, decide que deberían mudarse juntos y se van a dormir.
Esa noche, los despiertan sonidos misteriosos que resuenan en el bosque y vocalizaciones chillonas. Al principio, no están seguros de si se trata de personas que juegan o del hombre agresivo de antes. Luego escuchan golpes y Kelly supuso que los osos lo estaban haciendo mientras Jim se reía. Los sonidos se vuelven más fuertes y más no humanos y ambos comienzan a asustarse mucho cuando pueden escuchar pasos pesados crujiendo en las hojas alrededor de la tienda. Escondidos dentro de su tienda, pueden escuchar grandes criaturas moviéndose afuera, empujando e investigando la tienda; y el sonido lejano de una mujer llorando. Kelly sugiere ayudarla, pero Jim se burla por temor a que no pueda salir. Los ruidos se acercan y algo golpea su tienda. Asustada, la pareja decide marcharse al amanecer. En la mañana, Jim descubre un pelaje gris pegado a un tronco y algunas ramas. Luego toma un poco en una bolsa de sándwich, con Kelly asombrado de que no esté corriendo rápidamente para salir del bosque. Deambulan en círculos por el espeso bosque, perdidos y confundidos e incapaces de localizar su automóvil y el camino por el que vinieron. Se detienen cuando comienzan a escuchar los mismos ruidos que habían escuchado la noche anterior. Kelly se detiene al lado de un arroyo y se niega a moverse. Luego, son filmados agachándose debajo de un árbol y en cuclillas usando una rama para protegerse y usando la luz de la cámara para ver dónde están las criaturas. Durante la noche, Jim y Kelly se encuentran con una mujer desnuda y con sobrepeso que aparecía en el cartel de persona desaparecida de Willow Creek. Ella se para llorando solo en calzoncillos. Ella se volvió loca y fue tomada como una "novia del bosque", y va imitando los ruidos de los seres del bosque. Una criatura invisible los ataca, mata a Jim y avanza hacia Kelly, cuyos gritos de ayuda se escuchan en la distancia cuando la toman como otra Novia del Bosque. La película termina con tres vocalizaciones chillonas que también se escuchan a lo lejos.

## Reparto
- Alexie Gilmore como Kelly
- Bryce Johnson como Jim
- Peter Jason como ex guardabosques
- Laura Montagna como mujer desaparecida
- Bucky Sinister como Angry Man at Road
- Timmy Red como cantante de ukelele
- Steven Streufert como él mismo
- Shaun L. White Guy Sr. como ella misma
- Nita Rowley como ella misma
- Tom Yamarone como él mismo

## Lanzamiento y recepción
La película se estrenó en el Festival de Cine Independiente de Boston de 2013 y, posteriormente, se proyectó en festivales como el Festival de Cine de Maryland.
Willow Creek ha recibido críticas generalmente positivas de los críticos. El sitio web de agregación de reseñas Rotten Tomatoes le da a la película una puntuación del 86% (según 51 reseñas). El consenso del sitio web dice: "La primera incursión en el horror del escritor y director Bobcat Goldthwait no abre nuevos caminos, pero extrae terror fresco de una fórmula de género muy gastada, y ofrece algunas risas desagradables en el trato".